# Collin Snider
Collin Kenneth Snider (Nashville, Tennessee, 10 de octubre de 1995), más conocido como Collin Snider, es un jugador profesional estadounidense de béisbol que se desempeña en la posición de lanzador en Seattle Mariners, equipo de las Grandes Ligas de Béisbol (MLB).

## Carrera
Snider hizo su debut en la MLB con el equipo Kansas City Royals, en el cual jugó dos temporadas (2022-2023), después pasó a Seattle Mariners, donde lleva jugando una temporada.